# (36086) 1999 RW86
1999 RW86 (asteroide 36086) é um asteroide da cintura principal. Possui uma excentricidade de 0.16950370 e uma inclinação de 6.40244º.
Este asteroide foi descoberto no dia 7 de setembro de 1999 por LINEAR em Socorro.